# Kazutoshi Watanabe
Pour les articles homonymes, voir Watanabe.
Kazutoshi Watanabe (渡辺 和俊, Watanabe Kazutoshi) est un homme d'affaires japonais. Il est l'ancien président du Grenoble Foot 38.
Il est membre de la société multinationale japonaise « Index Corporation » dont il est le numéro 3. Il est devenu l'actionnaire majoritaire du club en rachetant les parts de la ville de Grenoble. Il a alors pris la présidence du GF38. 
Après avoir comblé le déficit du club, il entreprit de profonds changements hérités de sa culture japonaise, mais inscrit dans la connaissance de la culture européenne. 
Le GF38 s'offrira même les services de l'international japonais Masashi Oguro début 2006, juste avant la Coupe du monde en Allemagne. 
Au mercato 2008, il tient ses engagements de recrutements liés à la bonne position pour la montée du club grenoblois.  